# Callitropsis nootkatensis
Cupressus nootkatensis (Кипарис аляскинський) — вид хвойних рослин родини кипарисових.

## Таксономічні нотатки
Синоніми: Chamaecyparis nootkatensis, Callitropsis nootkatensis, Xanthocyparis nootkatensis. Chamaecyparis nootkatensis все ще широко використовується, але молекулярний аналіз (Mao et al. 2010) повертає його в рід Кипарис, хоча як монотиповий підрід.

## Поширення, екологія
Країни поширення: Канада (Британська Колумбія); США (Аляска, Каліфорнія, Орегон, Вашингтон). Висота проживання: 600—2100 м на півдні й до рівня моря на півночі. Зазвичай зустрічається в місцях з що містить від помірної до великої кількості вологи, включаючи лавинні схили, снігові лінії дерев і болотно-лісові перехідні райони. Хоча, як правило, росте у змішаних хвойних лісах (найчастіше з Tsuga mertensiana), іноді утворює чисті поселення.

## Морфологія
Дерево до 40 м або карликові на великих висотах; стовбур до 200 см діаметра. Кора сірувато-коричнева, 1–2 см завтовшки, неправильно тріщинувата. Листя гілочок в основному 1,5–2,5 мм, міцні, вершини від закруглених до гострих або загострених. Пилкові шишки 2–5 мм, сірувато-коричневі; пилкових мішечки жовті. Шишки дозрівають і відкриваються на другий рік, рідко в деяких південних рівнинних популяцій в кінці першого року, за (10)16–18 місяців, 8–12 мм завширшки, тьмяні, темно-червоно-коричневого кольору, стають смолистими; лусок 4–6. Насіння 2–4 на луску, 2–5 мм, крила, рівні або більш широкі, ніж тіло насіння.
Найбільше знане дерево діаметром 416 см, висотою 61,0 м, розташоване в англ. Kelsey Bay, о. Ванкувер, Британська Колумбія. Для найстарішого дерева з англ. Caren Range, Sechelt Peninsula, Британська Колумбія було визначено вік 1834 років (M.L. Parker, 1998). Пораховано по числу кілець з пня на суцільних рубках.

## Використання
Деревина цього повільнорослого виду надзвичайно міцна і цінна, використовується для будівництва човнів та іншої морської продукції і взагалі для зовнішнього будівництва в прохолодному і вологому кліматі. Велика частина деревини експортується до Японії. Цей вид часто використовується як декоративний і ряд сортів відомі.

## Загрози та охорона
Скорочення ареалу здається, пов'язане зі змінами в кліматі, зокрема перемикання снігового покриву в результаті відсутності ізоляції в дрібно кореневих дерев. Оскільки зими продовжують нагріватися, і сніжний покрив стає менш постійним очікується подальше скорочення. Вид присутній в численних охоронних територіях.